# Kamishibai
Kamishibai (紙芝居?), literalmente significa ‘teatro de papel’, es una forma de contar historias que se originó en los templos budistas de Japón en el siglo XII, donde los monjes utilizaban emaki (pergaminos que combinan imágenes con texto) para combinar historias con enseñanzas morales para audiencias mayormente analfabetas. Se mantuvo como un método para contar historias durante varios siglos, pero posiblemente se le conozca más por su renacimiento en los años 1920 hasta los años 1940. El gaito kamishibaiya, o cuentista, golpeaba dos pedazos de

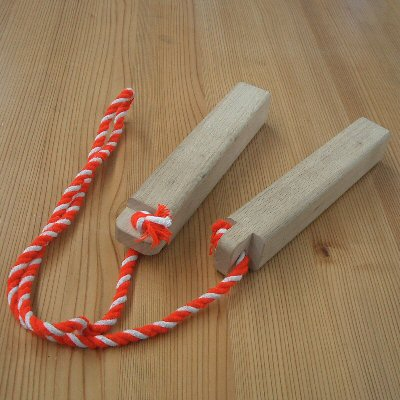
Hyoshigi, instrumento utilizado por los gaito kamishibaiya o cuentistas de Kamishibai para anunciar su llegada.

madera comúnmente unidos por una cuerda, llamadas hyoshigi, para anunciar su llegada a las diferentes villas. Los niños que compraban dulces a los gaito kamishibaiya tomaban los primeros asientos al frente del escenario. Una vez ubicada la audiencia, gaito kamishibaiya contaba varias historias utilizando para ello un pequeño escenario de madera, llamado butai, que en la mayoría de los casos poseían muchos detalles artesanales en el que se insertaban ilustraciones que se iban removiendo a medida que se contaba la historia. Las historias eran a menudo series de cuentos cuyos nuevos episodios eran contados en cada visita a las villas.
El resurgir del Kamishibai se puede asociar a la gran depresión de los años 1920 donde se convirtió en un medio en el cual los desempleados podían ganar una pequeña cantidad de dinero. La tradición fue en gran medida suplantada por la llegada de la televisión entrado en los años 1950 pero fue recientemente revivida en las bibliotecas japonesas y escuelas elementales.

## Kamishibai en la red
El kamishibai también se puede encontrar en formato digital para ser visto en un computador. Lepisto y Jennifer Diane Reitz de Accursed Toys crearon una versión computarizada de esta forma de arte. Cualquier persona puede descargar gratuitamente el programa y crear su propia historia o descargar el trabajo de otros autores. El programa difiere del kamishibai original por la posibilidad de hacer uso de animaciones, música en formato midi y otros efectos de sonido. La mayoría de las historias en esta variante usan el estilo de dibujo y de contar la historia del manga y anime incluyendo la gama de géneros que se puede encontrar en estos.

## Actualidad
En la actualidad la técnica del Kamishibai se emplea entre docentes y cuentacuentos, dado su potencial para fomentar la narración oral.
Algunos ejemplos de autores que emplean la técnica del Kamishibai
- José Carlos Román
- Sanpei Shirato
- Rafael Cippolini